# Verhuurmakelaar
Een verhuurmakelaar is een bemiddelaar tussen woninghuurders en -verhuurders die werkt in opdracht van de verhuurder.
De verhuurmakelaar organiseert bezichtigingen van de te verhuren ruimte, verzorgt huurcontracten en trekt potentiële huurders na door de werkgeversverklaringen en het kopie paspoort in te zien. Ook assisteren ze bij de incheck met de huurder en soms dragen ze ook zorg voor de huur en waarborgsom via speciale derdengeldenrekeningen. Veelal voert de makelaar het beheer uit voor de verhuurder, hierbij incasseert de verhuurmakelaar de betalingen en zijn zij tussenpersoon bij klachten, onderhoud en reparatiewerkzaamheden aan de woning. Ook zal de verhuurmakelaar de eindoplevering uitvoeren. Na afloop van de huur regelt de verhuurmakelaar de beëindiging van het contract, en terugbetalen van de borg (eventueel na aftrek van reparatiekosten) en de eindcontrole van de woonruimte. Ook zal hij hangende de opzegtermijn assisteren in het vinden van nieuwe huurders. Advocaten en rentmeesters verrichten soms soortgelijke taken.
Veelal bedienen verhuurmakelaars de expat-markt waar buitenlandse werknemers tijdelijk verblijf zoeken. De screening van huurders is hier van extra belang, omdat dit vaak buitenlanders zijn die na afloop van het contract vertrekken en waarbij dus eventuele nakomende kosten niet meer verhaalbaar zijn. Echter, ook hierbuiten hebben verhuurders behoefte aan een tussenpersoon, vooral wanneer de verhuurder een particulier is die meerdere panden bezit, de nodige zakelijke kennis en ervaring mist, of om andere redenen geen tijd heeft om zich uitgebreid met de verhuur van zijn object bezig te houden.
De verhuurmakelaar wordt in de regel betaald door de verhuurder. Een makelaar die werkt in opdracht van de huurder wordt een aanhuurmakelaar genoemd. Controversieel is de praktijk waarbij een makelaar tevens betaling vraag van de huurder, waarbij een huurtermijn of meer gebruikelijk is. De makelaar kan beweren dat hij de huurder heeft geholpen met het vinden van woonruimte, in de praktijk benaderen de huurders echter de verhuurders en zijn ze onaangenaam verrast wanneer er plotseling een makelaar tussen blijkt te zitten die extra kosten vraagt. Soms benadert de huurder de makelaar en organiseert deze een reeks bezichtigingen waardoor nog meer de schijn wordt gewekt dat er een dienst voor de huurder wordt verricht. Deze werkzaamheden kunnen echter ook uitgelegd worden als diensten voor de verhuurder. Er bestaat in zo´n geval per definite al een overeenkomst tussen de makelaar en de verhuurder, anders zaten de bezichtigde panden immers niet in het portfolio van de makelaar en stonden ze niet op diens website. Los van het feit dat de bemiddelingskosten verhuizen een dure aangelegenheid kunnen maken (naast bemiddelingskosten is er ook een borg en de verhuiskosten zelf), zijn ze ook controversieel omdat het kosten rekenen aan zowel huurder als verhuurder een belangenconflict bij de makelaar wekt. 

## Nederland
Een uitspraak van de Hoge Raad der Nederlanden van 16 oktober 2015 heeft ervoor gezorgd dat er een duidelijk onderscheid moet zijn tussen een makelaar die een huurder bedient en een makelaar die een verhuurder bedient, oftewel een verhuurmakelaar en een aanhuurmakelaar. Dit betekent dat de makelaar slechts voor een van de twee contractpartijen kan werken en ook slechts betaling van een van deze partijen kan vragen. Eventueel ten onrechte betaalde vergoedingen kunnen derhalve door huurders op grond hiervan worden teruggevorderd. Keerzijde is echter dat veel makelaars een geschil tot bij de rechter laten escaleren, de huurder door de continue betrokkenheid van de verhuurmakelaar bij o.a. reparaties, klachten en terugbetaling van de borg in een afhankelijke positie zit, en dat bovendien de relatie met de verhuurder er negatief door kan worden beïnvloed.

## Buiten Nederland
Buiten Nederland verschilt de situatie naargelang de nationale regels van het betreffende land:
- In Duitsland komen de bemiddelingskosten voor rekening van de partij die de makelaar (het eerst) heeft benaderd. Wanneer een huurder op een advertentie bij een makelaar reageert of de verhuurder hem doorverwijst naar een makelaar is de opdrachtgever en degene die betaalt de verhuurder. Slechts wanneer een huurder een makelaar expliciet om hulp bij het zoeken naar woonruimte vraagt en hiervoor een contract tekent, is de opdrachtgever de huurder en betaalt deze de bemiddelingskosten. Omwille van deze bemiddelingskosten hanteren veel verhuurders minimum contractstermijnen.
- In Luxemburg worden bemiddelingskosten door de huurder betaald. Hier is kritiek op en er is dan ook een wetsvoorstel aanhangig om de bemiddelingskosten 50-50 tussen de huurder en verhuurder te verdelen. Hier is (nog steeds) kritiek op omdat dit een belangenconflict bij de makelaar veroorzaakt (voor zover dit al niet het geval was onder het bestaande stelsel), omdat men vreest dat verhuurders de kosten omslaan via hogere huur, en omdat het in Luxemburg vrijwel onmogelijk is zonder tussenkomst van een makelaar te huren.